# Димо Заимов
Димо Заимов (1930-2016)
Димо Заимов е роден на 25 април 1930 година в с. Караманите, Варненско. През 1954 година завършва Художествената академия, специалност "Живопис", в класа на Дечко Узунов. След дипломирането си работи като художник в мина „Бухово“, а след това като художествен редактор в държавно издателство „Наука и изкуство“.От 1963 година, първоначално като хоноруван асистент преподава рисуване, живопис и стенопис в Художествената академия. През 1966 г. става редовен асистент, а от 1982 година е професор в катедра „Стенопис”. От 1982 г. до 1990 г. е Заместник Ректор на Академията. От 1996 г. година преподава и във Факултет по изобразителни изкуства към Великотърновски университет "Св. Св. Кирил и Методий", където създава специалност "Стенопис".
Проф. Димо Заимов е един от майсторите на монументалното изкуство в България. От 1970 г. той работи предимно в областта на монументалните изкуства. Негови пана са аранжирани в редица представителни обществени сгради - в бившите партийни домове в Перник и Велико Търново; монументален класически витраж в Регионална библиотека "Дора Габе" в Добрич; Бузлуджа, керамична мозайка в хотел "България", както и хотели в Търново, Пловдив, Русе, Бургас, Разград, курортен комплекс „Албена“ и др. Една от емблематичните му творби е паното от хиляди метални дискове, което се използва като завеса на симфонични концерти в Зала 1 на Националния дворец на културата.
Проф. Заимов е носител на орден "Кирил и Методий" I - ва степен. Многократно е награждаван от Съюза на българските художници, Комитета за култура, БСФС, награда на София и други.